# Elaphoglossum tolimense
Elaphoglossum tolimense là một loài dương xỉ trong họ Dryopteridaceae. Loài này được Kuhn ex Christ mô tả khoa học đầu tiên năm 1899.
Danh pháp khoa học của loài này chưa được làm sáng tỏ. 